# 월명
월명(月明, 생몰년 미상)은 신라의 승려이자 향가 작가로, 흔히 월명사(月明師)라고도 부른다.
760년(신라 경덕왕 19년) 하늘에 두 개의 해가 나타나 열흘이 지나도록 없어지지 않자, 왕의 청으로 향가 〈도솔가(兜率歌)〉를 지어 불러 이변을 해결하였다고 한다. 또한 죽은 누이를 위해 〈제망매가(祭亡妹歌)〉를 지어 불러 그 영혼을 위로하였다고 한다. 그는 피리를 잘 불어 고요한 달밤이면 문앞 큰 길에 나와서 불렀는데, 그 소리에 달마저 가기를 멈추어 그 길을 ‘월명리(月明里)’라 부르게 되었다고 한다.